# Aerangis modesta
Aerangis modesta är en orkidéart som först beskrevs av Joseph Dalton Hooker och fick sitt nu gällande namn av Rudolf Schlechter. 
Aerangis modesta ingår i släktet Aerangis och familjen orkidéer. Inga underarter finns listade i Catalogue of Life.

## Bildgalleri

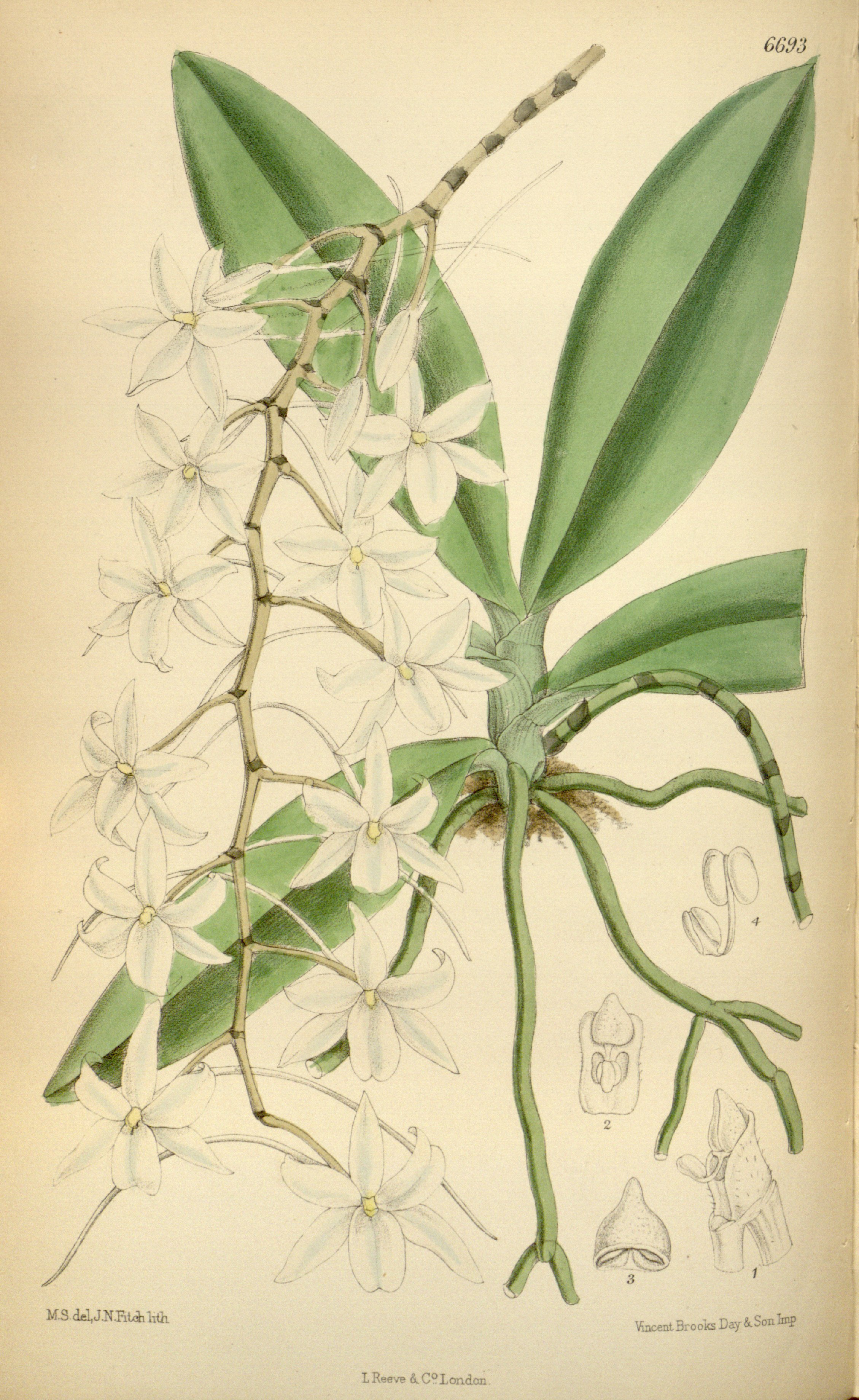